# Dorota Masłowská
Dorota Masłowská (* 3. července 1983, Wejherowo) je polská spisovatelka a novinářka.

## Literární dílo
Proslavila se svojí literární prvotinou Wojna polsko-ruska pod flagą biało-czerwoną (přeložena do češtiny jako Červená a bílá, překladatelka Barbora Gregorová). V Polsku se kniha stala kontroverzní, zejména kvůli svému vulgárnímu jazyku a cynismu, avšak mnoha intelektuály je vyzdvihovaná jako avantgardní. Kniha se stala nejprodávanější na polském trhu (120 000 prodaných výtisků do září 2014) a vyhrála několik literárních cen. Byla přeložena do mnoha jazyků a též v roce 2009 zfilmována režisérem Xawerym Żuławskim.
Její druhý román Paw królowej (Královnin páv, do češtiny překládáno jako Královnina šavle, přičemž šavlí není míněna zbraň), vydaný v roce 2005, byl oceněn NIKE, nejprestižnější polskou literární cenou.
V roce 2005 Masłowská vytvořila své první drama – Dva ubohý Rumuni, co mluvěj polsky (Dwoje biednych Rumunów mówiących po polsku), které bylo v roce 2010 uvedeno i v Praze v divadle Na Zábradlí v hlavní roli s hercem Jiřím Mádlem. V roce 2008 uvedla své druhé drama Między nami dobrze jest.
Nyní žije Masłowská ve Varšavě, spolupracuje s několika časopisy, např. Przekrój nebo Wysokie Obcasy.

## Hudební alba
- Społeczeństwo jest nemiłe (Společnost je nepříjemná), 2014
- Wolne, 2023

## Překlady do češtiny
- Červená a bílá, překlad Barbora Gregorová, ODEON 2004, ISBN 80-207-1175-9
- Královnina šavle, překlad Barbora Gregorová, Fra 2008, ISBN 978-80-86603-66-7
- Dva ubohý Rumuni, co uměj polsky, překlad Barbora Gregorová, Agite/Fra 2010, ISBN 978-80-86603-29-2
- Mezi námi dobrý (vyšlo v antologii Čtyři polské hry), překlad Barbora Gregorová, Na Konári 2010, ISBN 978-80-904487-1-1[5]
- Zabila jsem naše kočky, drahá, překlad Barbora Gregorová, ODEON 2014, ISBN 978-80-207-1551-7

## Ocenění
- 2002 – obdržela cenu O Złote Pióro Sopotu
- 2002 – obdržela cenu Paszport Polityki (týdeník)
- 2003 – byla nominována na polskou literární cenu NIKE za svůj debutový román Wojna polsko ruska pod flagą biało-czerwoną[6][7]
- 2006 – obdržela polskou literární cenu NIKE za román Paw królowej[8]
- 2009 – byla nominována na polskou literární cenu NIKE za drama Między nami dobrze jest[9]